# Acalolepta fasciata
Acalolepta fasciata  (лат.) — вид жуков-усачей из подсемейства ламиин. Распространён в Австралии, Индонезии, на Молуккских островах, в Папуа — Новой Гвинее, на о. Самоа, Соломоновых, Сулавеси и Вануату. Кормовыми растениями личинок являются некоторые широколиственные деревья: гевея бразильская, хлебное дерево, Ficus watkinsiana.